# Heinz Zoll
Heinz Zoll (født 4. december 1926 i Magdeburg) er en forhenværende cykelrytter fra Tyskland. Hans foretrukne disciplin var banecykling, men han kørte også på landevej.
Zoll har deltaget i 40 seksdagesløb, hvor han vandt de to. Ved seksdagesløbet i Aarhus i november 1954 blev det til en tredjeplads med makker Herbert Weinrich, og ved løbet i februar 1955 blev parret nummer to, efter det danske vinderpar Kay Werner Nielsen og Evan Klamer.